# أبو الخير الجندي
أبو الخير بن محمد الجندي العبّاسي (1867 - 9 ديسمبر 1939) شاعر وسياسي سوري. ولد في حمص ودرس فيها. ثم انتقل إلى دمشق وتوظّف فيها. نُفي خلال الحرب العالمية الأولى إلى الأناضول لمدّة سنتين ونصف السنة. عُيّن متصرّفًا لحوران عام 1920. مثّل حمص في المجلس التمثيليّ في الأعوام 1923 و 1924 و 1925. عُيّن في 1929 متصرّفًا لدير الزور. توفي في مسقط رأسه. له مؤلّفات كثيرة في العقائد والأخلاق والأدب والتاريخ وشعره كثير متنوّع الأغراض والموضوعات. 

## سيرته
ولد أبو الخير بن محمد الجندي العباسي في مدينة حمص سنة 1867 م/ 1284 هـ ونشأ بها على والده وأخذ عن علماء زمانه. كان بكر أبيه فاعتنى بتربيته وتثقيفه، ولما شبَّ انتسب إلى خدمة الدولة، فتدرج في الوظائف العدلية والمالية والإدارية، وأقام مدة طويلة في دمشق.
تنقل بين عدة مدن سورية بسبب الوظيفة. درس البيان والبديع والمنطق على الشاعر الهلالي الحموي عندما كان موظفاً في حماة 1925، وتأثر بروحه وأسلوبه

نُفي إلى الأناضول وأقام في مدينتي إسكي شهر وسيوري حصار مدة سنتين. بعد العودة من المنفى عين متصرفاً (محافظًا) لحوران بتاريخ 25 مايو 1920، ودير الزور في 17 يوليو 1929 وبقي فيها حتى أُحيل إلى التقاعد بتاريخ 21 مارس 1931.

مثّل حمص في المجلس التمثيلي 1923 ثلاث سنوات. وكان يهوى الفن والموسيقا، وأثرت فيه الألحان التركية فنظم الموشحات.

مرض على إثر إصابته بنزلة صدرية حادة لم تمهله أكثر من يومين وتوفي يوم الخميس 9 ديسمبر 1939/ 27 شوال 1358 في حمص ودُفن بمقبرة عائلته جانب ضريح الصحابي خالد بن الوليد.

## شعره
تعددت أغراض القصيد عنده وافتن في نظم الموشحات تأثراً بالألحان التركية فترة نفيه في تركيا. 

## مؤلفاته
برع بنظم في اللغات العربية والتركية والفارسية، وله مؤلفات في العقائد والأخلاق والأدب والتاريخ. ليس له ديوان، وإنما هي قصائد متناثرة، بعضها في أثناء دراسات عنه.
- القدوري في الفقه، ترجمة ونشر
- تاريخ العترة النبوية
- تاريخ العباسيين